# Mohrenbrunnen (Eisenberg)

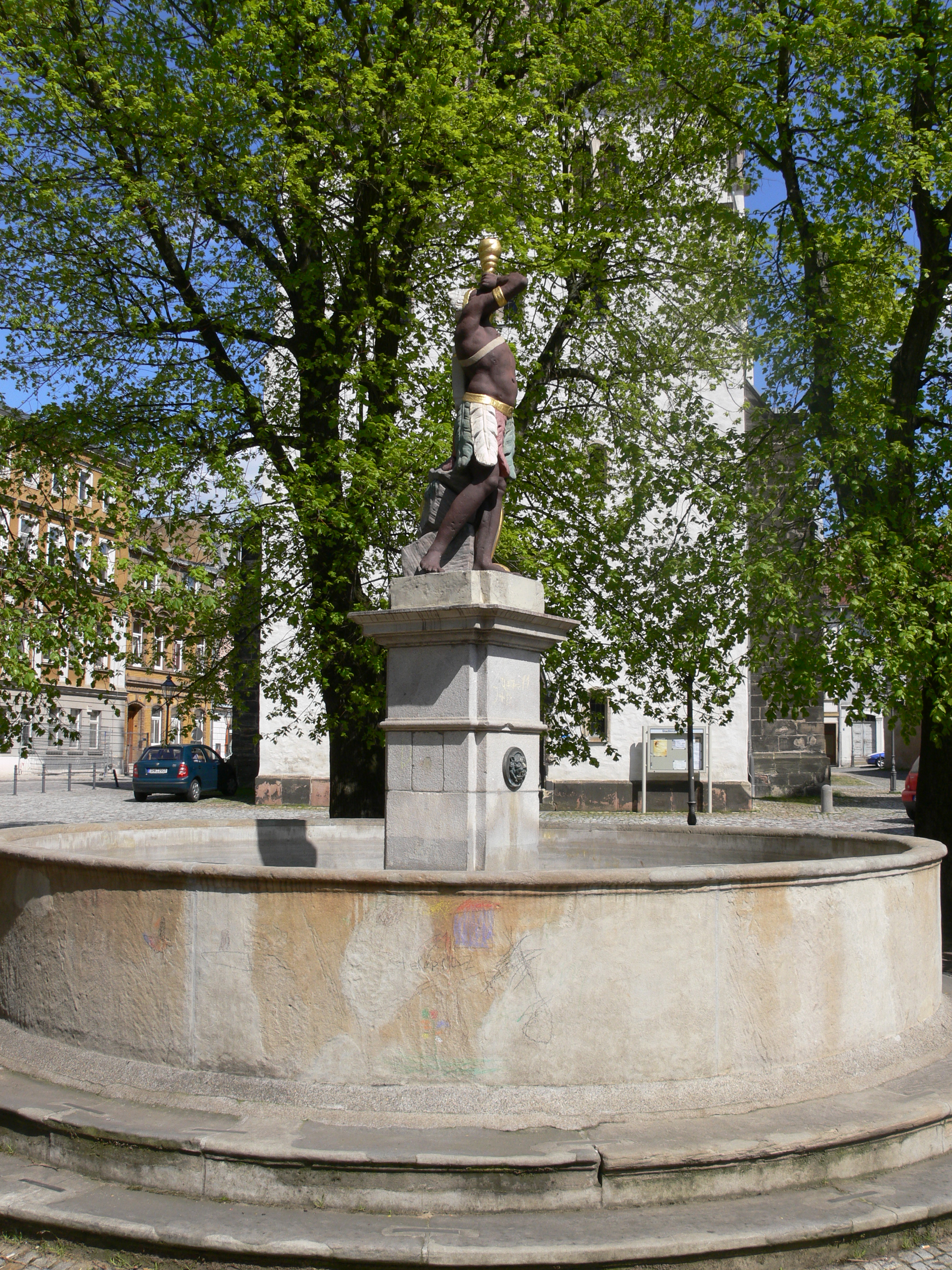
Mohrenbrunnen in Eisenberg

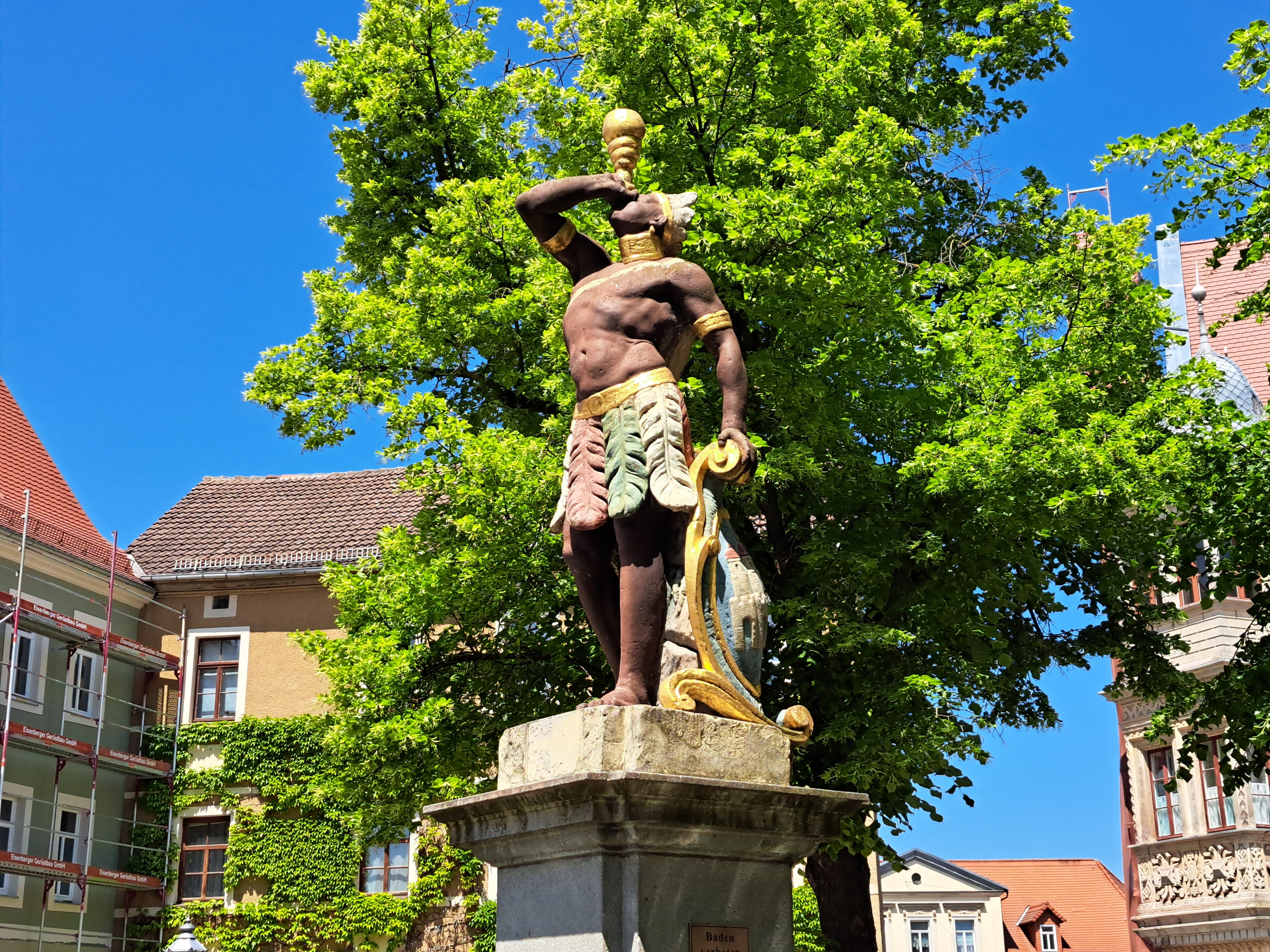
Nahaufnahme Figur

Der Mohrenbrunnen ist eine Brunnenanlage in Eisenberg in Thüringen. Er ist das Wahrzeichen der Stadt Eisenberg.

## Beschreibung
Der Mohrenbrunnen steht zwischen einigen Linden auf dem Marktplatz hinter dem Eisenberger Rathaus. Der Brunnen mit der Mohrenfigur wurde 1727 durch den Bildhauer Johann Schellenberg geschaffen. Der aus einem einzigen Stück groben Sandsteins gearbeitete Mohr wird mit einer Binde über den Augen und in der Hand ein Trinkgefäß haltend dargestellt. Im Jahre 1780 erhielt die Brunnenfigur einen ersten farbigen Anstrich durch den Maler Jacob Heinrich Schildbach. 1842 wurde der Mohrenbrunnen vom ursprünglichen Standort Petersplatz auf den heutigen Standort verlegt.
Die Figur des Mohren geht auf eine Sage zurück, nach der ein Mohr im Zeitalter der Kreuzzüge als Diener zu einer Gräfin nach Eisenberg kam. Als vermeintlicher Dieb eines wertvollen Schmuckstücks wurde der Mohr zum Tode verurteilt und konnte erst kurz vor der Hinrichtung begnadigt werden, als die Gräfin das „nur“ verlegte Schmuckstück wiederfand. Zur Wiedergutmachung erhielt der Mohr die Freiheit und wurde als Figur in das Stadtwappen aufgenommen.